# Jussi
Jussi är ett finskt mansnamn. Det är ursprungligen en smeknamnsform av namnet Juhani, som i sin tur är en finsk form av det hebreiska namnet Johannes, som betyder Gud har förbarmat sig. Jussi Björling, namnets kanske mest kända bärare, hette egentligen Johan och Jussi var hans smeknamn.
Namnsdag i Sverige saknas. I Sverige finns cirka 500 bärare av namnet. I Finland är Jussis namnsdag 24 juni.

## Personer vid namn Jussi
- Jussi 69, finländsk trummis
- Jussi Adler-Olsen, dansk författare
- Jussi Aro, finländsk språkforskare
- Jussi Björling, svensk sångare
- Jussi Halla-aho, finländsk politiker
- Jussi Hautamäki, finländsk backhoppare
- Jussi Jokinen, finländsk ishockeyspelare
- Jussi Jääskeläinen, finländsk fotbollsspelare
- Jussi Lampi, finländsk skådespelare
- Jussi Larnö, finlandssvensk skådespelare
- Juha Mieto (Mietaan Jussi, "Mietaas Jussi"), finländsk skidåkare
- Jussi Mäntynen, finländsk konservator och skulptör
- Jussi Sydänmaa, finländsk gitarrist
- Jussi Tarvainen, finländsk ishockeyspelare
- Jussi Veikkanen, finländsk tävlingscyklist
- Jussi Välimäki, finländsk rallyförare